# Filippo Hurepel di Clermont

Blasone di Filippo Hurepel

Filippo Hurepel di Francia, o Filippo Hurepel di Clermont (luglio 1201 – Corbie, 1234), fu conte di Clermont-en-Beauvaisis, di Boulogne, di Aumale e Dammartin.

## Biografia
Filippo era figlio del re di Francia Filippo II Augusto e della sua terza sposa Agnese di Merania.

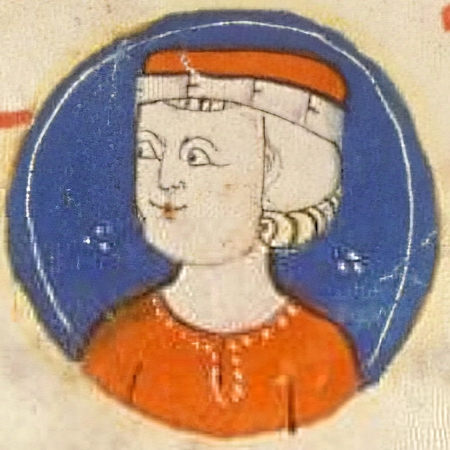
Filippo Hurepel di Clermont

Nel 1216, Filippo sposò Matilde di Dammartin, che gli portò il Dammartin e Boulogne; nel 1218 Filippo ricevette Clermont in appannaggio dal padre, che l'aveva acquistato da Tebaldo VI di Blois.
Dalla moglie Filippo ebbe:
- Giovanna (1219 - 1252), moglie di Gaucher de Châtillon († 1250), conte di Nevers, da cui non ebbe figli;
- Alberico (1222 - dopo il 1284), conte di Clermont, che abbandonò tutti i suoi possedimenti in favore della sorella e si trasferì in Inghilterra.

Nel 1226, accompagnerà il suo fratellastro Luigi (futuro Luigi VIII di Francia) nella crociata albigese.

## Ascendenza
|                             |                     |                         | Genitori                 |  |  | Nonni |  |  | Bisnonni            |  |  | Trisnonni            |  |
|                             |                     |                         |                          |  |  |       |  |  | Luigi VI di Francia |  |  | Filippo I di Francia |  |
|                             |                     |                         |                          |  |  |       |  |  | Luigi VI di Francia |  |  | Filippo I di Francia |  |
|                             |                     | Berta d'Olanda          |                          |  |  |       |  |  | Luigi VI di Francia |  |  |                      |  |
| Luigi VII di Francia        |                     |                         |                          |  |  |       |  |  | Luigi VI di Francia |  |  |                      |  |
|                             |                     | Adelaide di Savoia      | Umberto II di Savoia     |  |  |       |  |  |                     |  |  |                      |  |
|                             |                     | Adelaide di Savoia      | Umberto II di Savoia     |  |  |       |  |  |                     |  |  |                      |  |
|                             |                     | Adelaide di Savoia      | Giselle di Borgogna      |  |  |       |  |  |                     |  |  |                      |  |
| Filippo II di Francia       |                     | Adelaide di Savoia      |                          |  |  |       |  |  |                     |  |  |                      |  |
|                             |                     | Tebaldo II di Champagne | Stefano II di Blois      |  |  |       |  |  |                     |  |  |                      |  |
|                             |                     | Tebaldo II di Champagne | Stefano II di Blois      |  |  |       |  |  |                     |  |  |                      |  |
|                             |                     | Tebaldo II di Champagne | Adele d'Inghilterra      |  |  |       |  |  |                     |  |  |                      |  |
| Adèle di Champagne          |                     | Tebaldo II di Champagne |                          |  |  |       |  |  |                     |  |  |                      |  |
|                             |                     | Mathilde von Spanheim   | Enghelberto II d'Istria  |  |  |       |  |  |                     |  |  |                      |  |
|                             |                     | Mathilde von Spanheim   | Enghelberto II d'Istria  |  |  |       |  |  |                     |  |  |                      |  |
|                             |                     | Mathilde von Spanheim   | Ute di Passau            |  |  |       |  |  |                     |  |  |                      |  |
| Filippo Hurepel di Clermont |                     | Mathilde von Spanheim   |                          |  |  |       |  |  |                     |  |  |                      |  |
|                             | Bertoldo I d'Istria | Bertoldo II d'Andechs   |                          |  |  |       |  |  |                     |  |  |                      |  |
|                             | Bertoldo I d'Istria | Bertoldo II d'Andechs   |                          |  |  |       |  |  |                     |  |  |                      |  |
|                             | Bertoldo I d'Istria | Sofia di Carniola       |                          |  |  |       |  |  |                     |  |  |                      |  |
| Bertoldo IV d'Andechs       | Bertoldo I d'Istria |                         |                          |  |  |       |  |  |                     |  |  |                      |  |
|                             |                     | Edvige di Wittelsbach   | Ottone IV di Wittelsbach |  |  |       |  |  |                     |  |  |                      |  |
|                             |                     | Edvige di Wittelsbach   | Ottone IV di Wittelsbach |  |  |       |  |  |                     |  |  |                      |  |
|                             |                     | Edvige di Wittelsbach   | Heilika di Pettendorf    |  |  |       |  |  |                     |  |  |                      |  |
| Agnese di Merania           |                     | Edvige di Wittelsbach   |                          |  |  |       |  |  |                     |  |  |                      |  |
|                             |                     | …                       | …                        |  |  |       |  |  |                     |  |  |                      |  |
|                             |                     | …                       | …                        |  |  |       |  |  |                     |  |  |                      |  |
|                             |                     | …                       | …                        |  |  |       |  |  |                     |  |  |                      |  |
| Agnese di Rochlitz          |                     | …                       |                          |  |  |       |  |  |                     |  |  |                      |  |
|                             |                     | …                       | …                        |  |  |       |  |  |                     |  |  |                      |  |
|                             |                     | …                       | …                        |  |  |       |  |  |                     |  |  |                      |  |
|                             |                     | …                       | …                        |  |  |       |  |  |                     |  |  |                      |  |
|                             |                     | …                       |                          |  |  |       |  |  |                     |  |  |                      |  |